# ベーツヒラタカミキリ
ベーツヒラタカミキリ Eurypoda batesi Gaham, 1894 はカミキリムシ科の昆虫の1つ。ノコギリカミキリなどに似てやや平たい体をしている。

## 特徴
全体に赤褐色で扁平なカミキリムシ。頭部には強い点刻が多少とも密にあり、また正中線にはっきりした縦溝がある。大顎は強く大きく、はっきりした隆起線がある。複眼は大きくて頭部の大きい部分を占める。触角は雄では前肢の端にまで達するが雌では明らかに短い。触角の柄節は短くて太く、第3節目が特に長くてそれより先の節の長さの約2倍の長さがあり、またそれら先端側の節はやや扁平になっており、またその片側に浅い溝状のくぼみがある。前胸背はほぼ矩形で、両側の縁は緩い弧状の形をしていて後方に向かってやや狭まっている。また背面中程にはほぼ六角形をした盤状の扁平部があり、またその基部近くに浅いくぼみがある。前翅は扁平で閉じた状態では前胸背より幅広くなっており、両側面はほぼ並行しているが後端近くで僅かに広まっており、末端部は丸くなっている。前翅はそれぞれに弱い3本の脈が平行するように走り、また強い点刻が密生する。歩脚には光沢があり、腿節は太く、脛節は扁平になっている。体色は全体に赤褐色で滑らかで光沢があるが、前胸背の周辺と触角は色が暗く、また頭部は赤みを帯びた黒色でこれらの部分はやや光沢が弱い。また前胸部の腹面には褐色の毛がやや密生しいている。

## 分布
日本では本州の関東地方、中部地方以南(東北地方からは記録がない)、四国、九州と周辺島嶼、琉球列島の沖縄島以北に記録がある。国外では朝鮮半島と中国南西部に分布があり、またタイ、ベトナム、ラオスにも分布するとされているが藤田他(2018)はこれらの地域の個体群は別種ではないかとの疑念があるとして？を付けている。地域的な変異は認められていない。
個体数は多くなく、藤田他(2018)は珍品度を星4つ(少ない)としている。和名が提起されたのは1937年で、その際にはこの種が記載されて後発見されていない旨が述べられており、きわめて珍奇な種、との評価があった由であるが、現在ではそこまで珍しいものとは考えられていない。

## 習性など
幼虫はシイノキ類の生木の枯死部の材を好むが、それ以外の広葉樹も食べることがある。成虫は夏に出現し、夜間には樹幹の上を歩き回る。昼間は樹洞などに潜んでいるとも考えられる。灯火にもよく飛来する。

## 保護の状況
環境省のレッドデータブックでは取り上げられていないが、府県別では16の府県で指定がある。福井県ではこの種が広葉樹の老木に依存するものであり、そのような森林が減少傾向にあって社寺林などに依存する状況となっているため、そのような環境の変化による危険があるとしている。